# Сантос (футбольный клуб, Макапа)
«Са́нтос» (порт.-браз. Santos Futebol Clube) — бразильский футбольный клуб представляющий город Макапа, столицу штата Амапа. В 2018 году клуб выступал в Серии D Бразилии.

## История
Клуб основан 11 мая 1973 года, назван в честь одного из самых титулованных клубов Бразилии из штата Сан-Паулу. Домашние матчи проводит на арене «Зеран», вмещающей 13 680 зрителей. В чемпионате штата Амапа клуб побеждал семь раз в 2010, 2013, 2014, 2015, 2016, 2017 и 2019 годах, став, таким образом, самым титулованным клубом в штате в 2010-е годы.
В 1998 году «Сантос» единственный раз в своей истории играл в Серия C Бразилии и занял 65-е место, в Серии D чемпионата Бразилии клуб провёл три сезона, лучший результат — 13-е место в 2014 году.
Талисманом клуба, как и у «старшего брата» из Паулисты, является рыба.

## Достижения
- Чемпион Лиги Амапаэнсе (7): 2010, 2013, 2014, 2015, 2016, 2017, 2019